# Cajun (Bevölkerungsgruppe)

Die traditionellen 22 akadianischen Bezirke in Louisiana; die dunkel eingefärbte Region bildet das sogenannte Cajun Heartland

Die Cajuns (englisch [ˈkei.dʒəns̩] (Anhörenⓘ); französisch Acadiens, Cadiens [ka.ˈdjɛ̃] (Anhörenⓘ)) oder aus der verballhornten englischen Form dann auch Cajuns [kaˈʒœ̃] (Anhörenⓘ) sind eine frankophone Bevölkerungsgruppe, die im Cajun Country im US-Bundesstaat Louisiana lebt. Sie sind Nachfahren der im 18. Jahrhundert aus den Atlantikprovinzen Kanadas vertriebenen akadischen Franzosen.

## Geschichte
Die Vorfahren der Cajun stammten aus der ostkanadischen Provinz Acadie, aus der sie 1755 von den Briten nach deren Sieg im Britisch-Französischen Krieg vertrieben wurden. Daher stammt auch der Name Acadiens, der sich bei den englischsprachigen Nordamerikanern über Acadians als Verballhornung zu Cajuns entwickelte.
Viele Überlebende siedelten sich nach mehreren Jahren Irrfahrt in den 1760er Jahren im damals von den Franzosen an die Spanier verkauften Louisiana an, das noch den französischen Gouverneur behalten hatte und über jede Zuwanderung froh war. Später wurde das Territorium als Acadiana wieder französisch und kam durch Napoléon Bonapartes Verkauf, den Louisiana Purchase, 1803 schließlich zu den USA.
Die Cajuns lebten bis zum Beginn des 20. Jahrhunderts völlig unberührt von der US-amerikanischen Umwelt und behielten ihre Kultur bei; darunter ihre Musik, ihren außergewöhnlichen alten westfranzösischen Dialekt und ihre Küche.

## Sprache
Erst nach 1901, als in Louisiana Öl gefunden worden war, kamen die Cajuns mit den anglophonen US-Amerikanern in Berührung und wurden im Zuge der Anglisierung gezwungen, Englisch zu lernen und zu sprechen. Kinder, die ihr Cajun-Französisch in der Schule sprachen, wurden bestraft, als Hinterwäldler betrachtet und wegen ihres fehlerhaften, harten Englischs ausgelacht und verachtet.
Den Wert ihrer französischen Sprache erkannten die Angloamerikaner dann allerdings im Zweiten Weltkrieg, als bei der alliierten Invasion in Frankreich louisianastämmige ebenso wie frankokanadische Soldaten zwischen Englisch und Französisch dolmetschen konnten.
Erst in den 1970er-Jahren erkannte man nach langen Bemühungen seitens der Cajuns den Wert ihrer Kultur an, und Französisch wurde in Louisiana zweite Staatssprache. Die Organisation CODOFIL setzt sich seither für den Schutz der Cajun-Kultur ein.

## Küche
Die Küche der Cajuns ist eine eher einfache und rustikale Küche aus lokal verfügbaren Zutaten. Typische Gerichte sind beispielsweise Jambalaya oder Gumbo, sie zeichnen sich durch scharfe und würzige Noten und die Verwendung von Tabascosauce oder anderer Chilisaucen aus.

## Musik
Die Musik der Cajuns ist eine der ältesten Volksmusiken der USA. Sie ist einfach, melodisch und ausgesprochen rhythmisch; oft handelt es sich um Two Step oder Walzer. Die Instrumentierung besteht meist aus Fiddle, Cajun-Akkordeon, Gitarre, Kontrabass sowie der Tit-fer (kleines Eisen), einer Triangel.
In den überwiegend in Französisch gehaltenen Texten geht es meist um Geschichten der Cajuns über die Liebe, die Jagd, das Trinken und ihre Feste. Anfang des 20. Jahrhunderts entstand durch kreolische und afro-amerikanische Einflüsse die eigenständige Musikrichtung Zydeco. Sie existiert parallel zur traditionellen Musik und verwendet neben den klassischen auch elektrisch verstärkte Instrumente; ihre Texte sind oft in englischer Sprache abgefasst.